# Letyčiv
Letyčiv (ukrajinsky Летичів, rusky Летичев – Letičev, polsky Latyczów) je sídlo městského typu v Chmelnycké oblasti na Ukrajině. K roku 2019 v něm žilo přes deset tisíc obyvatel.

## Poloha a doprava
Letyčiv leží na pravém, jižním břehu Jižního Bugu, do které se zde vlévá  z jihu Vovk. Přes obec prochází dálnice M 12, která přichází Stryje přes Ternopil a Chmelnyckyj a pokračuje přes Vinnycju a Novoarchanhelsk do Znamjanky. Je zde po ní také vedena Evropská silnice E50.

## Dějiny
Letyčiv byl založen nejpozději v polovině 13. století a patří tak nejstarším sídlům v Podolí. Městská práva mu dal v roce 1466 polsko-litevský král Štěpán Báthory.
V roce 1924 získal Letyčiv status sídla městského typu. Za druhé světové války byl Letyčiv obsazen od 17. července 1941 do 23. března 1944 německou armádou a bylo také vyvražděno téměř celé jeho židovské obyvatelstvo. 

### Rodáci
- Eugen Michalski (1897–1937), esperantský spisovatel a aktivista
- Mykola Hryhorovyč Buraček (1871–1942), malíř